# دارکوب سبز ایبری

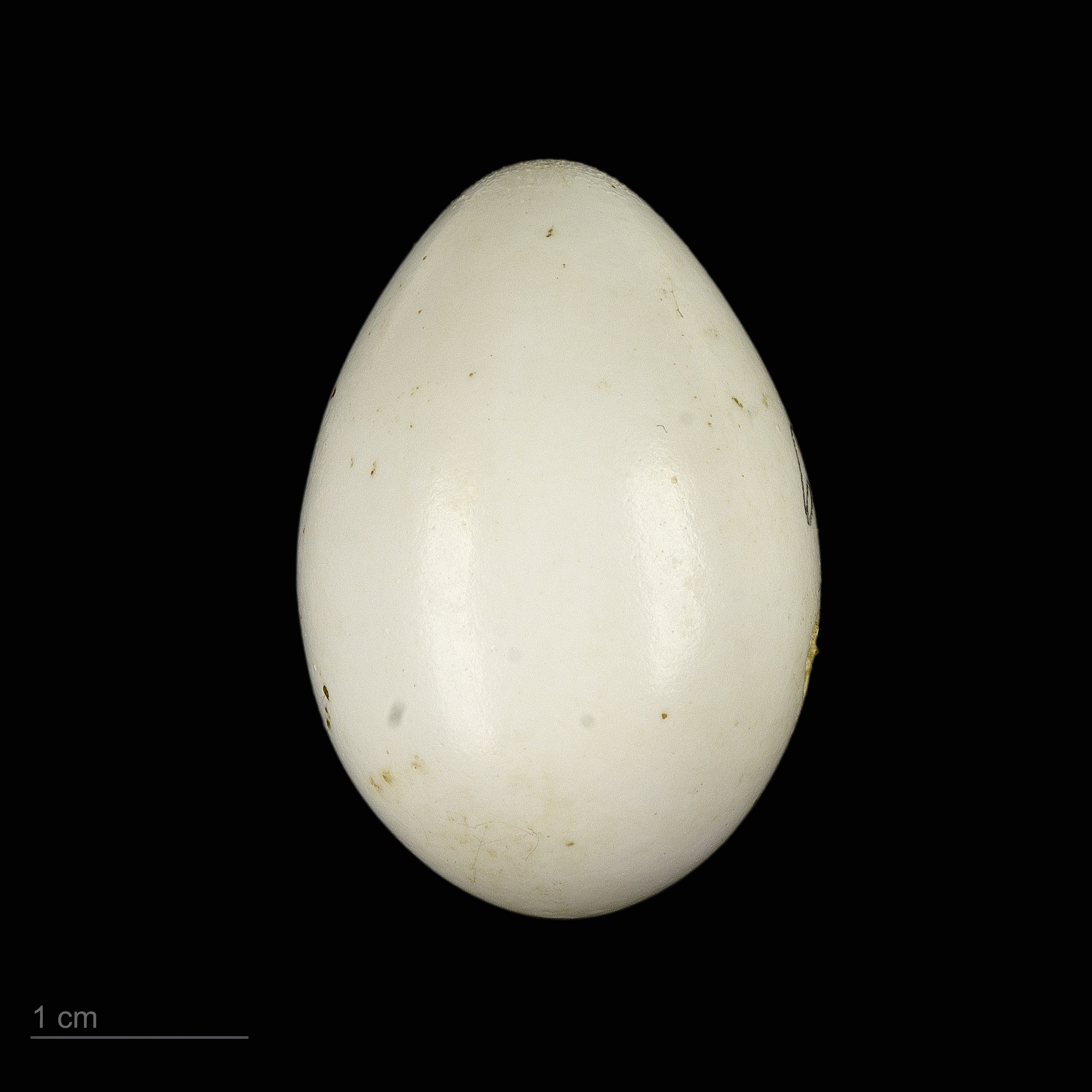
Picus sharpei

دارکوب سبز ایبری یا دارکوب سبز شارپی (نام علمی: Picus sharpei) نام یک گونه از زیرخانواده دارکوبیان است.